# Изопериметрическая задача
Изопериметри́ческое нера́венство — геометрическое неравенство, связывающее периметр замкнутой кривой на плоскости и площадь участка плоскости, ограниченной этой кривой.
Этот термин также используется для различных обобщений данного неравенства.
Изопериметрический буквально означает «имеющий тот же самый периметр».
В частности, изопериметрическое неравенство утверждает, что при длине L замкнутой кривой и площади A плоской области, ограниченной этой кривой,
{\displaystyle 4\pi A\leqslant L^{2},}
и это неравенство превращается в равенство тогда и только тогда, когда кривая является окружностью.
Целью изопериметрической задачи является поиск фигуры наибольшей возможной площади, граница которой имеет заданную длину.
Изопериметрическая задача была обобщена многими путями для других неравенств между характеристиками фигур, множеств, многообразий. К изопериметрической задаче относятся также оценки величин физического происхождения (моменты инерции, жёсткость кручения упругой балки, основная частота мембраны, электростатическая ёмкость и др.) через геометрические характеристики. Например, есть обобщения для кривых на поверхностях и на области в пространствах большей размерности.
Возможно, наиболее известным физическим проявлением 3-мерного изопериметрического неравенства является форма капли воды. А именно, капля принимает обычно круглую форму. Поскольку количество воды в капле фиксировано, поверхностное натяжение заставляет каплю принять форму, минимизирующую поверхность капли, а минимальной поверхностью будет сфера.

## История
В близкой по содержанию задаче Дидоны требуется найти область максимальной площади, ограниченную прямой линией и криволинейной дугой, концы которой лежат на этой прямой. Задача связана с древней легендой об основании Карфагена Дидоной, сестрой царя финикийского города Тира.
Решением изопериметрической задачи является окружность, и это было известно уже в Древней Греции. В своём трактате «Об изопериметрических фигурах» (др.-греч. Περὶ ἰσοπεριμέτρων σχημάτων) Зенодор (II век до н. э.) решает изопериметрическую задачу на плоскости и получает частные результаты в пространстве. Первое математически строгое доказательство изопериметрического неравенства в пространстве было получено в 1884 году Германом Шварцем. С тех пор появилось много других доказательств.

## Изопериметрическая задача на плоскости

Если область не выпуклая, «выемку» можно «отразить», что приведёт к увеличению области при сохранении периметра

Вытянутую фигуру можно сделать более округлой, что не изменит периметр, зато увеличит площадь

Классическая изопериметрическая задача датируется античными временами. Задачу можно сформулировать следующим образом: Среди всех замкнутых кривых на плоскости с заданным периметром, какая кривая (если такая есть) максимизирует площадь ограниченной ею области? Можно показать, что этот вопрос эквивалентен следующей задаче: Среди всех замкнутых кривых на плоскости, ограничивающих область заданной площади, какая (если такая есть) минимизирует периметр?
Задача концептуально связана с принципом наименьшего действия в физике и может быть переформулирована согласно этому принципу: что за действия включают большую область с максимальной экономией поддержки? Философ и учёный XV века, кардинал Николай Кузанский, обсуждал вращение, процесс, в котором генерируются окружности, как наиболее прямое отражение процессов, в которых вселенная была создана. Немецкий астроном и астролог Иоганн Кеплер использовал изопериметрический принцип при обсуждении строения солнечной системы в книге Тайна мироздания (1596).
Хотя окружность является очевидным решением задачи, доказательство этого факта не является простой задачей. Первый прогресс по пути доказательства был сделан швейцарским геометром Якобом Штейнером в 1838 с использованием геометрического метода, получившего впоследствии название симметризация Штейнера. Штейнер показал, что если решение существует, оно должно быть окружностью. Доказательство Штейнера было завершено позднее некоторыми другими математиками.
Штейнер начинает с некоторых геометрических построений, которые легко понять. Например, можно показать, что любая замкнутая кривая, ограничивающая область, не являющуюся полностью выпуклой, можно модифицировать для получения большей площади путём «отражения» вогнутых участков, чтобы они стали выпуклыми. Затем можно показать, что любая замкнутая кривая, не являющаяся полностью симметричной, может быть «наклонена» таким образом, что она будет заключать большую площадь. Единственная фигура, которая полностью выпукла и симметрична, — это окружность, хотя это рассуждение не представляет строгого доказательства (смотрите внешние ссылки).

## Изопериметрическое неравенство
Решение изопериметрической задачи обычно выражается в виде неравенства, связывающего длину L замкнутой кривой и площадь A плоскости, ограниченной этой кривой. Изопериметрическое неравенство утверждает, что
{\displaystyle 4\pi A\leqslant L^{2},}
и что это неравенство превращается в равенство тогда и только тогда, когда кривая является окружностью. В самом деле, площадь круга радиуса R равна πR2, а длина окружности равна 2πR, так что обе стороны неравенства становятся равными 4π2R2.
Можно найти десятки доказательств изопериметрического неравенства. В 1902 году Гурвиц опубликовал короткое доказательство, использующее ряды Фурье, которое применимо к произвольным спрямляемым кривым (не обязательно гладким). Элегантное прямое доказательство, основанное на сравнении гладкой простой замкнутой кривой с подходящей окружностью, дал Е. Шмидт (E. Schmidt) в 1938 году. Доказательство использует только формулу длины кривой, формулу площади плоской области из теоремы Грина и неравенство Коши — Буняковского.
Для заданной замкнутой кривой изопериметрический коэффициент определяется как отношение площади фигуры к площади круга, имеющего тот же периметр. То есть
{\displaystyle Q={\frac {4\pi A}{L^{2}}},}
и изопериметрическое неравенство утверждает, что Q ⩽ 1.
Изопериметрический коэффициент правильного n-угольника равен
{\displaystyle Q_{n}={\frac {\pi }{n\operatorname {tg} {\frac {\pi }{n}}}}.}

## Изопериметрическое неравенство на сфере
Пусть C — простая замкнутая кривая на сфере радиуса 1. Обозначим через L длину кривой C и через A площадь области, ограниченной кривой C. Сферическое изопериметрическое неравенство утверждает, что
{\displaystyle L^{2}\geqslant A(4\pi -A),}
и это неравенство превращается в равенство тогда и только тогда, когда кривая является окружностью. Фактически имеется два способа измерить площадь сферической области, но неравенство симметрично для выбора дополнения.
Это неравенство было открыто Полем Леви (1919), который обобщил его на более высокие размерности и более общие поверхности.
Для случая произвольного радиуса R известно, что
{\displaystyle L^{2}\geqslant 4\pi A-A^{2}/R^{2}.}

## Изопериметрическое неравенство в пространствах более высоких размерностей
Изопериметрическая теорема обобщается для поверхностей трёхмерного евклидова пространства. Среди всех простых замкнутых поверхностей с заданной площадью поверхности сфера заключает область максимального объёма. Аналогичные утверждения выполняются в евклидовых пространствах любой размерности.
В общем виде  изопериметрическое неравенство утверждает, что для любого множества S ⊂ Rn, замыкание которого имеет конечную меру Лебега,
{\displaystyle n\omega _{n}^{1/n}L^{n}({\bar {S}})^{(n-1)/n}\leqslant M_{*}^{n-1}(\partial S),}
где M*n−1 является (n − 1)-мерной ёмкостью Минковского, Ln является n-мерной мерой Лебега, а ωn — объёмом единичного шара в Rn. Если граница S является спрямляемой, то ёмкость Минковского равна (n − 1)-мерной мере Хаусдорфа.
Изопериметрическое неравенство в размерности n можно быстро доказать с помощью неравенства Брунна — Минковского.
Изопериметрическое неравенство в n-мерном пространстве эквивалентно (для достаточно гладких доменов) неравенству Соболева в Rn с оптимальной константой:
{\displaystyle \left(\int _{\mathbb {R} ^{n}}|u|^{\frac {n}{n-1}}\right)^{\frac {n-1}{n}}\leqslant n^{-1}\omega _{n}^{-1/n}\int _{\mathbb {R} ^{n}}|\nabla u|}
для всех u ∈ W1,1(Rn).

## Изопериметрическое неравенство в пространствах с мерой
Большинство работ по изопериметрической задаче сделаны в контексте гладких областей евклидовых пространств, или для более общих римановых многообразий. Однако изопериметрическую задачу можно существенно обобщить, используя понятие ёмкости Минковского.
Пусть {\displaystyle (X,\,\mu ,\,d)} является метрическим пространством с мерой: X является метрическим пространством с метрикой d и μ в качестве меры Бореля на X.
Мера границы, или ёмкость Минковского, измеримого подмножества A из X определяется как lim inf:
{\displaystyle \mu ^{+}(A)=\liminf _{\varepsilon \to 0+}{\frac {\mu (A_{\varepsilon })-\mu (A)}{\varepsilon }},}
где
{\displaystyle A_{\varepsilon }=\{x\in X\mid d(x,A)\leqslant \varepsilon \}}
является ε-расширением множества A.
Изопериметрическая задача в X спрашивает, насколько мало может быть {\displaystyle \mu ^{+}(A)} для заданной величины μ(A). Если X является евклидовой плоскостью с обычным расстоянием и мерой Лебега, то этот вопрос обобщает классическую изопериметрическую задачу на области плоскости, границы которых не обязательно гладки, хотя ответ будет тем же самым.
Функция
{\displaystyle I(a)=\inf\{\mu ^{+}(A)\mid \mu (A)=a\}}
называется изопериметрическим профилем метрического измеримого пространства {\displaystyle (X,\,\mu ,\,d)}. Изопериметрические профили изучались для графов Кэли дискретных групп и специальных классов римановых многообразий (где обычно рассматриваются области A с обычными границами).

## Изопериметрическое неравенство для графов
В теории графов изопериметрические неравенства находятся в центре изучения экспандеров, разреженных графов, имеющих сильную связность. Построение экспандеров породило исследования в чистой и прикладной математике с применением в теории вычислительной сложности, разработке устойчивых компьютерных сетей и теории корректирующих кодов.
Изопериметрические неравенства для графов соотносят размер подмножеств вершин к размеру границ этих подмножеств, что обычно понимается как число рёбер, покидающих подмножество или число соседних вершин. Для графа {\displaystyle G} и числа {\displaystyle k} имеются два стандартных изопериметрических параметра графа.
Рёберный изопериметрический параметр: {\displaystyle \Phi _{E}(G,k)=\min _{S\subseteq V}{\big \{}|E(S,{\overline {S}})|:|S|=k{\big \}}.}
Вершинный изопериметрический параметр: {\displaystyle \Phi _{V}(G,k)=\min _{S\subseteq V}{\big \{}|\Gamma (S)\setminus S|:|S|=k{\big \}}.}
Здесь {\displaystyle E(S,{\overline {S}})} обозначает множество рёбер, покидающих {\displaystyle S}, а {\displaystyle \Gamma (S)} обозначает множество вершин, имеющих соседей в {\displaystyle S}. Изопериметрическая задача состоит в понимании, каким образом параметры {\displaystyle \Phi _{E}} и {\displaystyle \Phi _{V}} ведут себя в семействах графов.

### Пример: Изопериметрическое неравенство для гиперкубов
{\displaystyle d}-мерный гиперкуб {\displaystyle Q_{d}} — это граф, вершины которого являются булевыми векторами длины {\displaystyle d}, то есть, множество {\displaystyle \{0,1\}^{d}}. Два таких вектора соединены ребром {\displaystyle Q_{d}}, если они отличаются в единственной позиции, то есть расстояние Хэмминга между ними равно в точности единице.
Ниже следуют два изопериметрических неравенства для булева гиперкуба.

#### Изопериметрическое неравенство для рёбер
Изопериметрическое неравенство для рёбер гиперкуба гласит: {\displaystyle \Phi _{E}(Q_{d},k)\geqslant k(d-\log _{2}k)}.

#### Изопериметрическое неравенство для вершин
Теорема Харпера утверждает, что шары Хэмминга имеют наименьшую вершинную границу среди всех множеств заданного размера. Шары Хэмминга — это множества, которые содержат все точки с весом Хэмминга, не превосходящим {\displaystyle r} для некоторого целого {\displaystyle r}.
Из теоремы следует, что любое множество {\displaystyle S\subseteq V} с {\displaystyle |S|\geqslant \sum _{i=0}^{r}{\binom {n}{i}}} удовлетворяет {\displaystyle |S\cup \Gamma (S)|\geqslant \sum _{i=0}^{r+1}{\binom {n}{i}}.}
В частном случае, когда размер множества {\displaystyle k=|S|} имеет вид {\displaystyle k={\binom {d}{0}}+{\binom {d}{1}}+\dots +{\binom {d}{r}}} для некоторого целого {\displaystyle r}, из вышеприведённого следует, что точный вершинный изопериметрический параметр равен {\displaystyle \Phi _{V}(Q_{d},k)={\binom {d}{r+1}}}.

## Изопериметрическое неравенство для треугольников
Изопериметрическое неравенство для треугольников в терминах периметра p и площади T утверждает, что
{\displaystyle p^{2}\geqslant 12{\sqrt {3}}\cdot T,}
с равенством в случае правильного треугольника.